# Тијера фрија
Тијера фрија (шп. tierra fría — „хладна земља“) је је климатско-вегетацијски појас у Средњој и Јужној Америци, смештен између тијере темпладе и тијере еладе. Клима овог простора је умерено-хладна. Средње годишње температуре су равномерне и крећу се од 13° C до 18° C. Облачност је велика, а влажност ваздуха веома висока. Вегетација ових простора одликује се високопланинском хилејом састављеном од ниског дрвећа, жбуња, епифита и лијана. Јављају се и ниски бамбуси, папрати, зимзелени храст, тиса и др. Међупланинске котлине с висинама од 2.000-3.000 метара спадају такође у појас „хладне земље“. Некада су то биле типичне саване, а данас доминирају крчевине и оранице. Упркос нешто хладнијом клими, овај простор је добро насељен, а преовлађује индијанско становништво, које се бави гајењем кромпира, пшенице, јечма и кукуруза. Тијера фрија се простире на надморским висинама између 2.500—2.800 метара до 3.200—3.500 метара.